# 橫山由依（AKB48）的優雅巡禮
《橫山由依（AKB48）的優雅巡禮》（日语：横山由依（AKB48）がはんなり巡る）是一個由日本關西電視台所製作播放的旅遊節目，於2012年7月18日開播，每月播放一集。此節目是女子偶像團體AKB48成員橫山由依第一個個人冠名節目，由出身於京都府的橫山實地走訪故鄉的名勝，介紹京都當地的傳統文化。節目的第一季《京都‧美的音色》（京都‧美の音色）在播出12集之後，於2013年6月19日完結，並自同年7月17日接續播出第二季《京都 色彩日記》（京都 いろどり日記）。除了製作節目的關西電視台外，此節目也有在衛星電視頻道BS富士上播出。

## 簡介
橫山由依出身於京都府木津川市，在成員大都來自關東地區各縣的AKB48之中是少數的特例，因此經常在團體內擔任關西地區的代言角色，並曾經在第一季節目播出的2012至2013年間，限期兼任以關西為主要活動範圍的姊妹團體NMB48的成員。橫山除了本身就是以京都知名的古蹟金閣寺作為自己的劇場自我介紹語之外，也常會出席各類綜藝節目或資訊節目擔任京都的採訪員。在《橫山由依（AKB48）的優雅巡禮》 節目中，她首度以個人主持外景採訪的方式，在每次節目中選擇京都的一個特定地區，進行較為深入的散步尋訪，或是選定特定主題，在京都各地拜訪相關的人物、機關或地點。節目的內容包含了景點的介紹，訪問當地的店家與相關的專家，或是介紹試吃各地的傳統或特色食物等。
與一般的旅遊節目不太相同的是，由於第一季的節目《京都‧美的音色》作品名稱中就強調了「聲音」這個要素，因此不管是景點或是人物採訪，都是先傾聽採訪場合的獨特聲音作為話題起點，例如西陣的工匠在製作西陣織時織布機獨特的敲打聲，風吹過嵯峨野的竹林時所產生的沙沙聲，或祇園的舞妓在走路時厚底鞋（京都方言稱為）上的鈴鐺所發出的響聲等，再擴及到周遭環境的文化歷史之美，此外在每集節目的末尾都有一個「由依的日記」（由依's Diary）小單元，展示數張以橫山的視角所拍攝或選擇的照片，搭配簡短的手寫感言與旁白，總結該集節目的內容。
繼以聲音為主題的第一季節目結束後，第二季《京都 色彩日記》則改以「顏色」作為核心話題，自2013年7月17日起於每個月的第三個星期三深夜（相當於週四凌晨）1時58分播放，此外在每集的末尾亦維持第一季「由依的日記」小單元，但第二季是以橫山手繪的繪圖日記來回顧並總結該集內容，此外在2014年6月11日播出的節目中，橫山宣布了第二季將會持續邁入第二年的播出，並製作開播以來的首集特別篇，除會邀請同為AKB48成員的北原里英擔任特別來賓外，特別篇將會有90分鐘的延長播出。

## 節目內容

### 第一季《京都‧美的音色》
| 集數 | 播放日期       | 本週的聲音                      | 尋訪地點         | 尋訪對象                                                   |
| ---- | -------------- | ------------------------------- | ---------------- | ---------------------------------------------------------- |
| 1    | 2012年 7月18日 | 西陣·機織之音 （西陣・機織りの音）              | 西陣             | 西陣織專家：渡邊三枝子、西陣寶物美術館「冨田屋」、今宮神社 |
| 2    | 8月22日        | 京都·呼喚涼夏之音 （京都・夏の涼を呼ぶ音）          | 嵐山、嵯峨野一帶 | 竹藝工房「京都嵐山 石川竹乃店」、鈴蟲寺、野宮神社、甘春堂  |
| 3    | 9月19日        | 衹園·花街的優美音色 （祇園・花街の優美な音色）        | 祇園             | 今井三弦店：今井善一、東山女子學園、手工御萩店「小多福」   |
| 4    | 10月17日       | 在名剎才聽得到的療癒音色 （名刹で聞こえる癒しの音色）   | 京都各地         | 等持院、相國寺、詩仙堂、圓光寺                             |
| 5    | 11月21日       | 平安王朝的優雅音色 雅樂 （平安王朝の雅な音色 雅楽）    | 京都各地         | 市比賣神社、雅樂樂器製作工房、京料理「六盛」               |
| 6    | 12月19日       | 酒所 伏見的音色 （酒どころ 伏見の音色）            | 伏見             | 玉乃光酒造、御香宮神社、酒饅「富英堂」、京料理「清和莊」   |
| 7    | 2013年 1月23日 | 守護傳統的美食之音色 （伝統を守る食の音色）       | 京都各地         | 京漬物工匠、鱉料理料亭、金平糖老舖、湯豆腐名店             |
| 8    | 2月20日        | 太琴，電影之町發出的音色 （太秦・映画の町に響く音色）   | 太秦             | 東映太秦映畫村、車折神社、「大映通」商店街                 |
| 9    | 3月20日        | 在古都響起的鐵道音色 （古都に響く鉄道の音色）       | 京都各地         | 梅小路蒸汽機車博物館、嵐電、盆栽地景模型（盆ラマ）專家           |
| 10   | 4月17日        | 豐沛河水流過古都的音色 （豊かな水が流れる古都の音色）     | 京都各地         | 糺之森、河合神社、琵琶湖疏水、保津川                       |
| 11   | 5月22日        | 在茶之里宇治才聽得到的音色 （お茶の里･宇治から聞こえる音色） | 宇治             | 和束町茶園、平等院參道商店街、宇治茶茶店、老舖茶店「通園」 |
| 12   | 6月19日        | 京都的工匠所發出的音色 （京都の職人が生み出す音色）     | 京都各地         | 北白川石藝工匠、茶碗坂（茶わん坂）清水燒老舖「東哉」、能面師工房   |

### 第二季《京都 色彩日記》
| 集數 | 播放日期       | 本週的聲音                                                  | 尋訪地點   | 尋訪對象 |
| ---- | -------------- | ----------------------------------------------------------- | ---------- | --- |
| 1    | 2013年 7月17日 | 京之夏色 （京の夏の色）                                               | 京都各地   | 團扇屋「小丸屋住井」、京菓子屋「茶療寶泉」、賀茂茄子田                                                                                                  |
| 2    | 8月21日        | 從大原的里看見的京都色彩 （大原の里で見つけた京の色）                               | 大原       | 「」的紫蘇京漬、三千院、寶泉院、「」品嘗大原的蔬菜料理                                                                                                  |
| 3    | 9月18日        | 從手工藝誕生的京都色彩 （手仕事から生まれる京の色）                                 | 京都各地   | 京都糖果店（京飴）「豊松堂」、玻璃工坊「焱」、金福寺、傳統燈籠店「小嶋商店」                                                                                |
| 4    | 10月16日       | 從京都看見的秋色 （京都で見つけた秋の色）                                       | 京都各地   | 和菓屋「甘春堂」、和服店「丸榮（紫織庵）」、金屬線店「Happy Bicycle」、雲龍院、懷石料理店「美濃幸」                                                     |
| 5    | 11月20日       | 山上滿佈紅葉的京都色彩 （山粧（よそお）う京の色）                                 | 京都各地   | 神護寺、平岡八幡宮、在水尾品嘗柚子料理 |
| 6    | 12月8日        | 在寒冬中讓人放鬆心情的京都料理色彩 （寒い冬にほっこりする京の料理の色）                     | 京都各地   | 「田中雞卵」店中品嘗並製作雞蛋捲、「今西軒」品嘗御萩、「入山豆腐店」品嘗炭烤豆腐、懷石料理店「」                                                        |
| 7    | 2014年 1月15日 | 京都稻荷神的色彩 （京のオイナリさまの色）                                       | 伏見       | 伏見稻荷大社、石峯寺、伏見人偶店「丹嘉」 |
| 8    | 2月19日        | 在京町家住著、呼吸著的景色 （京町家 暮らしに息づく色）                             | 京都各地   | 探訪位於安食路地中的燈籠店、帽子店、三味線琴店與料理教室，京菓店「名月堂」、扇子店「半夏生」、暖簾工坊「賞美苑」、法式餐廳「貴匠櫻」                    |
| 9    | 3月19日        | 懷舊的五條 （レトロ五条）                                             | 五條       | 探訪「創作大樓」中的藝術家們、茶葉罐工坊「開化堂」、中華料理店「大傳月軒」                                                                              |
| 10   | 4月23日        | 櫻花盛開的草屋之里 （）                                     | 美山町     | 於大野水壩自然公園體驗製作櫻餅、於美山町‧北村參訪當地的兩棟傳統草頂房屋建築                                                                             |
| 11   | 5月21日        | 京都奧座敷 新綠的鞍馬和貴船 （京の奥座敷　新緑の鞍馬・貴船）                            | 左京區     | 「多聞堂」品嘗牛若餅、「渡邊木芽煮本舖」遇見天狗面具、「鞍馬辻井」品嘗花椒與木芽煮、鞍馬寺、貴船川上的川床料理店「」品嘗流水素麵與川床料理              |
| 12   | 6月11日        | 京都古蹟散步 （京のアンティーク散歩）                                           | 寺町通     | 舊生活器具店「熊谷道具處」、西洋骨董店「」、舊布店「GALLERY 啓」、京都土產糖果五色豆的創始店「」總店、染衣工坊「」、西洋料理店「」                      |
| 13   | 7月23日        | 由依與里英在祇園祭正盛時的京都二人之旅 （ゆいはん&きたりえ祇園祭真っ只中の京都二人旅）                 | 京都各地   | 「錦市場」、販售京都點心八橋的名店「OTABE」總店品嚐並體驗製作八橋、宮川町的和服體驗店「舞香」、建仁寺、體驗搭乘人力車、日式料理店「鳥彌三」品嘗雞肉料理 |
| 14   | 8月13日        | 北野天滿宮、上七軒遇見的夏天的色彩 （北野天満宮・上七軒で見つけた夏の色）                     | 京都市     | 一條通的大將軍商店街、北野天滿宮、豆腐店「」、舞技變裝體驗店「」                                                                                        |
| 15   | 9月17日        | 謎之京都拉麵探訪之旅 （謎の京都ラーメンを探す旅）                                   | 京都市     | 「」、「山崎麺二郎」、「極鶏」 |
| 16   | 10月22日       | 京丹波的秋之味覺三昧 （京丹波で秋の味覚三昧）                                   | 京丹波町   | 體驗採集松茸、體驗採集與品嘗毛豆、舊質美小學校、在當地民宿「」品嘗松茸料理                                                                              |
| 17   | 11月19日       | 秋之京都藝術漫步 （秋の京都でアート散歩）                                       | 京都市     | 體驗池坊流插花藝術、京都造形藝術大學、京都國立博物館 |
| 18   | 12月17日       | 與大海共同生活的京都人們 （海と共に暮らす京の人々）                               | 伊根町     | 舟屋漫步、「向井酒造」體驗製酒、「」品嘗蟹料理 |
| 19   | 2015年 1月21日 | 京都的新春 神恩散步 （京の新春 ご利益さんぽ）                                    | 京都市     | 「今井半念珠店」、「祇園豆寅」品嘗豆壽司、在建仁寺內的「兩足院」體驗禪坐、「錦年糕屋」體驗搗年糕與品嘗雜煮                                              |
| 20   | 2月18日        | 喜歡吃雞肉的京都人 （京都人は鶏肉好き）                                     | 京都市     | 「八起庵」、「鶏匠舞 佐平」、「」 |
| 21   | 3月18日        | 平安貴族的別墅·宇治 （平安貴族の別荘地・宇治）                                    | 宇治市     | 平等院、體驗煎茶道、「京燒・清水燒」 |
| 22   | 4月22日        | 由依與川榮 春色爛漫的嵐山二人之旅 （ゆいはんと川栄 春爛漫の嵐山二人旅～）                      | 京都市     | 渡月橋、嵯峨野的竹林、龍安寺、「eX cafe」、體驗能劇、「」                                                                                               |
| 23   | 5月20日        | 尋找「日本第一」的竹筍 （“日本一”のたけのこを求めて）                                 | 長岡京市   | 「喜久春」、體驗採集竹筍、「錦水亭」 |
| 24   | 6月17日        | 京都的食堂 （京の食堂）                                             | 京都市     | 「丸二食堂」、「真如堂」、同志社大學內的「Hamac de Paradis 寒梅館」、「篠田屋」                                                                         |
| 25   | 7月22日        | 探索京都的涼爽 （京の涼を探しに）                                         | 京都市     | 「PAGEONE」、「半兵衛麩」、「京都水族館」 |
| 26   | 8月19日        | 京都的盂蘭盆節 （京のお盆）                                         | 京都市     | 引接寺、「甘春堂」、素齋料理店「」、蠟燭店「中村」 |
| 27   | 9月16日        | 京都・龜岡 明智光秀公治下之地之旅～時為五月 細雨不絕～ （京都・亀岡 明智光秀公ゆかりの地めぐり～時は今あめが下しる五月哉～） | 龜岡市     | 「將大鍛刀場」、磨刀石店「砥取家」、料理店「」品嘗武將餐                                                                                                |
| 28   | 10月14日       | 古都的小巷散步 （古都の路地散歩）                                         | 京都市     | 「紋屋圖子」與「三上家路地」、文具店「裏具」、咖啡店「二条小屋」、木版畫坊「竹笹堂」                                                                    |
| 29   | 11月18日       | 由依與杏奈 秋季的京都山城二人之旅 （ゆいはん＆あんにん　秋の京都やましろ2人旅）                      | 京都府南部 | 和束町茶園、體驗搭乘「由依夯號」巴士、南山城村觀賞祈雨舞、舊田山小學校、淨瑠璃寺、料理店「」品嘗牡丹鍋                                                  |
| 30   | 12月16日       | 一年的總結 （一年の締めくくり）                                             | 京都市     | 京都府弓道連盟、金戒光明寺、料理店「十二段家」、蕎麥圓餅店與蕎麥麵店「河道屋」                                                                          |
| 31   | 2016年 1月20日 | 尋找京都的吉祥物 （京都で縁起のええもん巡り）                                       | 京都市     | 金唐紙店「」、魚糕店「茨木屋」、料理店「」 |
| 32   | 2月17日        | 溫故知新 （温故知新）                                               | 京都市     | 「be京都」體驗書道、八橋點心店「nikiniki」、指甲油店「」、佛光寺                                                                                        |
| 33   | 3月23日        | 由依與真子 二人在京都的春天之旅 （ゆいはん＆こじまこ 二人でめぐる京の春旅）                        | 京都市     | 糺之森、下鴨神社、「祇園德屋」品嘗蕨菜糕、料理店「十二段家」、「安藤人形店」                                                                            |
| 34   | 4月20日        | ～櫻花盛開的京都 於哲學之道漫步思索～ （～桜満開の京都 哲学の道を歩きながら思うこと～）                  | 京都市     | 熊野若王子神社、金平糖店「綠壽庵清水」、法然院、「京都銀閣寺 名代製麵」、紙鋪「鈴木松風堂」本店                                                         |
| 35   | 5月18日        | ～在晴朗的五月悠遊京都～ （～五月晴れの京をゆく～）                               | 京都市     | 賀茂別雷神社、醃漬物料理店「」、京都市動物園、動物園內的自助餐廳「」                                                                                    |
| 36   | 6月22日        | ～平家落人的村落 新綠的花脊～ （）                          | 左京區     | 體驗包粽子、野菜料理店「」、秸稈編織品店「花背WARA」 |
| 37   | 7月20日        | ～陽光灑落的夏天 京都的街道～ （～日差し夏めく京の街～）                          | 京都市     | 在鴨川體驗釣香魚、中村風鈴店、梅小路蒸汽火車博物館 |
| 38   | 8月17日        | ～恐怖中帶有寒意的京都 冥界之門乃六道的十字路口～ （～怖くて涼しい京都 六道の辻は冥界の入り口～）      | 東山區     | 糖果店「」、手卷壽司店「AWOMB西木屋町」、六道珍皇寺、甜點店「清水一芳園」                                                                               |
| 39   | 9月21日        | ～天空的龍宮城～ （～天空の竜宮城～）                                       | 八幡市     | 搭乘男山電纜、石清水八幡宮、單傳庵、外郎餅店「」、梨子園「」體驗採收梨子                                                                                |
| 40   | 10月19日       | ～海之京都・舞鶴 烙印時間的優雅海港城市～ （～海の京都・舞鶴 時を刻むハイカラな港町～）              | 舞鶴市     | 舞鶴紅磚倉庫群、燒肉店「」、日本料理店「」 |
| 41   | 11月23日       | ～秋天的京都美食 美味無窮～ （～秋の京グルメはとってもおいしおす～）                            | 京都市     | 咖啡店「WIFE＆HUSBAND」、北野天滿宮、料理店「」、「錦市場」                                                                                             |
| 42   | 12月21日       | ～橫山公主 守衛京都的修行之卷～ （～横山姫、京を守るための修業でござるの巻～）                        | 京都市     | 伊賀流忍者道場、忍者主題餐廳「」，在「」體驗劍舞 |
| 43   | 2017年 1月18日 | ～謎之京都拉麵探訪之旅 其之貳～ （～謎の京都ラーメンを探す旅 その弐～）                        | 京都市     | 座落於高瀨川旁的無名拉麵店、「池田屋」、「裕」 |
| 44   | 2017年 2月22日 | ～霧和雪所包圍的小鎮 京丹波～ （～霧と雪に包まれる町 京丹波～）                          | 京丹波町   | 舊質美小學校、JAHPONLAND、bio Sweet's capocapo 菓歩菓歩、料理店「」                                                                                     |
| 45   | 2017年 3月22日 | ～尋找京都的幸福早餐～ （～京の幸せ朝ごはんを探して～）                                 | 京都市     | 京都市中央卸賣市場第一市場、「」、勝林寺、京都麗嘉皇家酒店、珈琲店「市川屋」                                                                            |
| 46   | 2017年 4月19日 | ～在春日的京都中懷舊散步～ （～春の京都でレトロ散歩～）                             | 京都市     | 販賣懷舊物品的雜貨店「」、三條商店街中的老店「」參訪懷舊物件、懷舊料理店「                                                                                        |
| 47   | 2017年 5月17日 | ～形形色色的京都～ （～色とりどりの京もよう～）                                     | 京都市     | 鎧甲店」、舞台劇場「GEAR」、飯糰店「、萬花筒博物館 |
| 48   | 2017年 6月21日 | ～悶熱的夏天、京都中華三昧～ （～蒸し暑い夏こそ、京都中華三昧～）                           | 京都市     | 中華料理店」、水餃店「」、麻婆豆腐店「」、「餃子的王將」烏丸御池店、涼麵店「                                                                                            |

## 幕後人員
| - 旁白：林弘典（關西電視台主播） - 攝影：冨田典嗣 - 聲音：菅野龍彌、吳真行 - 編輯：足立廣輔、松元篤史、 - 剪輯（Multi Audio）：豬奧誠喜 - 音效：右見嘉英 - 導演：山口博之 | - 助理（Assistant Director）：若林夏實、金東炫 - 製作人：林繪理、須須木享 - 助理製作人（Assistant Producer）：足立新吾 - 組織：金谷卓也 - 宣傳：羽藤 - 製作單位：關西電視台 - 合作單位：東通企劃 |

## 過去的幕後人員
- 製作人：堀和彦
- 組織：伊藤友一

## 播放電視台
- 關西電視台
- BS富士（BSフジ）
- 新廣島電視台（テレビ新広島）